# Crypthelia glossopoma
Crypthelia glossopoma är en nässeldjursart som beskrevs av Stephen D. Cairns 1986. Crypthelia glossopoma ingår i släktet Crypthelia och familjen Stylasteridae. Inga underarter finns listade i Catalogue of Life.